# Milano-Sanremo 1907
La Milano-Sanremo 1907, prima edizione della corsa, si disputò il 14 aprile 1907, per un percorso totale di 286 km, e fu vinta dal francese Lucien Petit-Breton con il tempo di 11h04'15".
Alle 4.30 a Milano erano presenti 62 iscritti, ma alle 5.17 partirono solo in 33 di cui 14 portarono a termine il percorso.

## Ordine d'arrivo (Top 10)
| Pos. | Corridore           | Squadra | Tempo      |
| ---- | ------------------- | ------- | ---------- |
| 1    | Lucien Petit-Breton | Bianchi | 11h04'15"  |
| 2    | Gustave Garrigou    | Peugeot | a 35"      |
| 3    | Giovanni Gerbi      | Bianchi | s.t.       |
| 4    | Luigi Ganna         | OTAV    | a 32'45"   |
| 5    | Carlo Galetti       | OTAV    | a 32'57"   |
| 6    | Eberardo Pavesi     | OTAV    | a 1h07'45" |
| 7    | Giovanni Cuniolo    | Maino   | a 1h36'45" |
| 8    | Philippe Pautrat    | -       | a 1h53'45" |
| 9    | Clemente Canepari   | -       | a 1h54'01" |
| 10   | Amleto Belloni      | -       | a 1h54'04" |